# Jaume Oliveras i Maristany
Jaume Oliveras i Maristany (el Masnou, 29 de maig del 1962) és un polític català militant d'ERC, diputat al Parlament de Catalunya en la VI Legislatura. Des del 2015 és alcalde del Masnou.

## Biografia
L'any 1987 va ser el primer regidor electe que va tenir la CUP. Llicenciat en Geografia i Història per la Universitat de Barcelona i amb estudis de doctorat en història moderna i contemporània a la Universitat Autònoma de Barcelona.
Va iniciar la seva militància política a Nacionalistes d'Esquerra el 1980 d'on va passar l'any 1985 a l'escindit Moviment d'Esquerra Nacionalista. Va ser un dels impulsors de l'Assemblea Municipal de l'Esquerra Independentista (AMEI) i a partir de 1986 va formar part de l'MDT.
El 1992 fou detingut sota l'acusació de formar part de la direcció de Terra Lliure i el 1995 fou condemnat per l'Audiència Nacional d'Espanya a sis anys de presó, però fou indultat el 28 de juny de 1996. Va militar a l'Assemblea d'Unitat Popular des d'on, l'octubre del 1995, va passar a Esquerra Republicana.
Ha estat regidor de l'Ajuntament del Masnou en tres ocasions: dues per la Candidatura d'Unitat Popular (1987-1991 i 1995) i la tercera per Esquerra Republicana (des del 2011). A les eleccions al Parlament de Catalunya del 1999 va ser elegit diputat. Entre el 2003 i el 2006 va ser regidor de l'Ajuntament de Barcelona i va ocupar la regidoria de Ciutat del Coneixement. En aquest període també va ser vicepresident tercer de la Diputació de Barcelona. Del 2006 al 2010 va ser Secretari General del Departament de Governació i Administracions Públiques de la Generalitat de Catalunya.
Des del 2015 és alcalde del Masnou.